# 零溪镇
零溪镇，是中华人民共和国湖南省张家界市慈利县下辖的一个乡镇级行政单位。

## 行政区划
零溪镇下辖以下地区：
墨园社区、大庄村、燕子桥村、楠木村、汪家桥村、拣花村、岩溪村、高峰村、河塌村、象鼻村、两岔村、星旗村、金陵村、岩桥村、二斗岗村、黄莲村和百寿村。